# 寛文長崎大火
寛文長崎大火（かんぶんながさきたいか）は寛文3年に、長崎で発生した大火災。

## 出火
寛文3年（1663年）3月8日の巳の刻に、筑後町で火災が発生。その火は北風に煽られ、周囲の町へと広がっていき、長崎市中のほとんどを焼き尽くす大火災となった。
この火災は筑後町に居住する浪人・樋口惣右衛門による放火が原因だった。日頃から鬱々としていた惣右衛門が発狂して自宅の2階の障子に火をつけ、隣家の屋根に投げつけて発火させた。当時の家屋のほとんどの屋根は茅葺だったため火の回りが速く、市街57町、民家2900戸を焼き尽くす大災害となり、長崎奉行所もこの時焼失した。『増補長崎略史』では「市街六十三町、民家二千九百十六戸、及び奉行所・囚獄・寺社三十三ヶ所を焼亡す。その間口延長二百二十九町三十間、災いを蒙らざる者は金屋町・今町・出島町・筑後町・上町・中町・恵比寿町の幾分にして、戸数わずかに三百六十五戸のみ」とある。この火事は放火された日の翌朝午前10時まで約20時間続いた。

## 火災後
この後、放火の犯人である惣右衛門は捕らえられ、焼け出された人々の前を引き回された上で火刑に処せられた。
この火災は長崎の町が出来てから最大の災厄で、焼け出された町人達はその日の糧にも窮することとなった。
これに対し、当時の長崎奉行の島田守政は、幕府から銀2000貫を借り、内町の住民に間口1間あたり290匁3分（銀60匁＝1両＝約20万円）、外町の住民に同じく121匁から73匁の貸与を行い、焼失した住宅の復旧を図った。また、焼失した社寺に銀を貸与し、近国の諸藩から米を約16,000石購入して被災者に廉価で販売するなどの緊急対策を行った。この時の借銀は10年賦だったが、10年後の延宝元年（1673年）に完済された。
また、島田は長崎の町の復興に際し、道路の幅を本通り4間、裏通り3間、溝の幅を1尺5寸と決め、計画的に整備していった。この時に造られた道幅は、以後も長崎の都市計画の基本となり、明治時代以後に道幅が変更されたところはあるが、旧市街にそのまま残されていて、独特な町並を形成している。
本五島町の乙名倉田次郎右衛門は、かねてより長崎の町の水不足を案じていたが、この火事の際の消火用水の不足を知り、私費を投じて水道を開設することを決意。延宝元年（1673年）に完成した倉田水樋は、200年余にわたって長崎の町に水を供給し続けた。